# National Breweries
National Breweries ist eine Aktiengesellschaft in Sambia. Unternehmenszweck ist das Brauen und der Vertrieb von Bier. National Breweries sollte nicht verwechselt werden mit der gleichnamigen Firma in Simbabwe, deren Bier Zambesi Premium Export Lager heißt.

## Geschichte
1963 wurden die Northern Breweries Ltd als privates Unternehmen in Ndola gegründet und von den South African Breweries (SAB) betrieben, um den Bedarf an Bier im Copperbelt zu decken. Mit der Unabhängigkeit änderte sich der Name in Zambian Breweries. Die wurden 1973 unter Kenneth Kaunda verstaatlicht. SAB behielt einen Minderheitenanteil an der Brauerei, die nun auch in Lusaka eine Brauerei betrieb. Vor der Privatisierung 1994 lag die Produktion beider Brauereien bei einer Million Hektoliter pro Jahr. 1994 entschloss sich SAB die Brauerei in Lusaka zu erwerben. Dafür zahlte SAB 21 Millionen US-Dollar und investierte 24 Millionen US-Dollar. Seit 1997 werden 30 Prozent der Aktien der Brauerei an der Börse Lusaka Stock Exchange gehandelt und verzeichneten im Jahr 2004 einen Kursgewinn von 577 Prozent. Im Oktober 2017 gab AB-InBev bekannt, die National Breweries an den simbabwischen Getränkekonzern Delta Corporation zu verkaufen.

## Unternehmen
Das Unternehmen hat seinen Sitz in Kitwe, Mulilakwenda Road im Gebiet der Schwerindustrie. Es berichtet zum 31. März 2006, also zum Ende des Berichtsjahres, einen Umsatz vom 154,414 Milliarden Kwacha, eine Steuerlast von 60,589 Milliarden und einen Gewinn von 23,192 Milliarden. Ein US-Dollar entspricht im November 2006 etwa 4.000 Sambischen Kwacha. National Breweries ist einer der größten Steuerzahler in Sambia.
Im Jahr 2002 erwarb SAB die Rechte für Produktion und Vertrieb von Coca-Cola in Sambia, wofür sie zwei Produktionsstätten mit einer Investitionen von 21,5 Millionen US-Dollar einrichtete, eine in Lusaka, eine im Copperbelt. Mit einem Investitionsvolumen von etwa 100 Millionen US-Dollar insgesamt bis Ende 2005 ist National Breweries der größte Investor außerhalb des Bergbaus in Sambia. Diese Information bleibt insofern unklar, als Zambian Breweries ebenfalls Softdrinks vertreibt, ebenfalls SAB als Mehrheitsaktionär hat und es sich hier durchaus um eine zweite Lizenz handeln könnte, diesmal für National Breweries.
Sambia gilt für Brauereien als Zukunftsmarkt. Der Pro-Kopf-Verbrauch liegt 2006 bei sechs Litern pro Kopf und Jahr, in der Republik Südafrika bei 60 Liter. Weiter soll Bier verstärkt auf der Basis lokaler Produkte wie Hirse gebraut werden. 

## Besonderheit
1998 gab Zambian Breweries für die damalige Northern Breweries, heute National Breweries ein 100-prozentiges Übernahmeangebot ab. Die Zambian Competition Commission stimmte der Fusion nur vorläufig zu. An der Börse Lusaka Stock Exchange sind 2006 beide Brauereien gelistet. Es werden zwei Bilanzen veröffentlicht. Aber beide Brauereien werden in der Finanzberichterstattung und in den „Insider“- Finanzdiensten häufig miteinander verwechselt, was die Zuordnung von Information schwierig macht. Der Grund dafür dürfte im selben Großaktionär liegen. 